# テモ・マヤナヴァヌア
テモ・マヤナヴァヌア（Temo Mayanavanua、1997年11月9日 - ）は、プレミアシップノーサンプトン・セインツに所属するラグビー選手。

## プロフィール
- フィジー出身[1]。
- ポジションはロック(LO)。
- 身長 197cm、体重 120kg
- U20フィジー代表に選ばれたことがある[2]。
- フィジー代表キャップは14（2024年3月現在）でラグビーワールドカップ2023のフィジー代表に選ばれた[3]。

## 略歴
ノースランド、リヨンOUを経て、2022年、ノーサンプトン・セインツに加入。